# شلی هک
 شلی هک (انگلیسی: Shelley Hack؛ زادهٔ ۶ ژوئیهٔ ۱۹۴۷) یک هنرپیشه، و مانکن (فرد) اهل ایالات متحده آمریکا است. وی از سال ۱۹۷۵ میلادی تاکنون مشغول فعالیت بوده‌است.
از فیلم‌ها یا برنامه‌های تلویزیونی که وی در آن نقش داشته است می‌توان به سلطان کمدی اشاره کرد.